# Бахшян, Арам
Арам Бахшян (Арам Бахшян-младший, англ. Aram Bakshian Jr., 11 марта 1944, Вашингтон, США — 14 сентября 2022, США) — спичрайтер трёх президентов США: Джеральда Форда, Ричарда Никсона и Рональда Рейгана. Директор Управления по написанию речей в Белом доме (1981–1983). Был назван «жемчужиной среди президентских спичрайтеров».

## Биография
Родился 11 марта 1944 года в Вашингтоне, округ Колумбия, в семье Арама и Рут Йетман Бахшян. Отец управлял семейным бизнесом по импорту ковров до Второй мировой войны, затем работал бухгалтером в федеральном правительстве и тяготел к коммерческому бизнесу в сфере недвижимости. Двоюродный дед Арама Бахшяна-младшего был Мигран Месробян, известный архитектор, который бежал от геноцида армян и поселился в районе Вашингтона в 1921 году.
Бахшян получил образование в государственных и частных школах Вашингтона и в 1975 году стал членом Института политики Гарвардского университета.
Ему было всего 28 лет, когда его наняли в качестве спичрайтера для президента Никсона после появления статьи в New York Times , в которой он раскритиковал необдуманную кампанию конгрессмена-республиканца Джона Эшбрука за выдвижение его кандидатуры на пост президента от республиканцев в 1972 году в противовес Никсону.
После отставки Никсона из-за Уотергейта Джеральд Форд оставил его в качестве спичрайтера, и позже он присоединился к Белому дому Рональда Рейгана в качестве директора команды спичрайтеров после непродолжительной работы в качестве должностного лица по связям с администрацией по вопросам искусств и гуманитарных наук.
Заместитель начальника штаба Рейгана Майкл Дивер описал работу по написанию речей при Бакшяне как особенно эффективную и действенную.
После работы в Белом доме Бакшян стал главным редактором American Speaker, предприятия, призванного помогать руководителям корпораций и другим лицам овладевать искусством публичных выступлений. Это дало ему прибыльную базу для расширения его всегда потрясающего внештатного письма. С самого раннего взросления он писал для изданий, специализирующихся на областях его страсти — политике, истории, культуре, музыке и даже изысканной кухне. Вряд ли найдется крупная газета или популярный журнал, в который Бахшян не внёс бы свой вклад, включая все консервативные журналы и редакционные страницы за последние полвека: National Review, American Spectator, Weekly Standard и Wall Street Journal. На момент своей смерти он был редактором National Interest и проработал более года, начиная с весны 2018 года, постоянным обозревателем последней страницы TAC.
Он также опубликовал более ста статей, эссе и обзоров в Соединенных Штатах и за рубежом на восьми языках.
Выступал на ежегодном праздничном приёме Армянской Ассамблеи Америки.
Умер 14 сентября 2022 в возрасте 78 лет от рака поджелудочной железы.